# زیبا (فیلم ۲۰۰۸)
زیبا (کره‌ای: 아름답다) فیلمی به کارگردانی جون جای-هونگ محصول سال ۲۰۰۸ کره جنوبی است. این فیلم بر اساس داستانی از کیم کی-دوک است.